# Doodie Bloomfield
David Donald Bloomfield, detto Doodie (Montréal, 8 agosto 1918 – Montréal, 14 novembre 1950), è stato un cestista canadese.

## Carriera
Nel 1936 ha giocato nel Workers Sport della Mount Royal Independent Basketball League. L'anno successivo passò alla squadra della Young Men's Hebrew Association (YMHA) di Montréal, squadra in cui giocò fino allo scoppio della seconda guerra mondiale. Bloomfield si arruolò nella Royal Canadian Air Force, e al termine del conflitto bellico ritornò a giocare con la YMHA.
Nel 1948 venne selezionato dal Canada per le Olimpiadi di Londra, classificandosi al 9º posto finale. Fu uno dei pochi componenti della squadra a non far parte della squadra di basket della University of British Columbia.
Bloomfield morì prematuramente nel 1950 all'età di 32 anni a causa di un cancro. Il 31 gennaio 1951 la YMHA decise di ritirare la maglia numero 8 in suo onore. Nel corso degli anni cinquanta è stato eletto, insieme con Norm Baker, come uno dei migliori cestisti canadesi della prima metà del XX secolo.